# Wiener Derby
Das Wiener Derby ist eine in den 1950er Jahren entstandene Bezeichnung für das Aufeinandertreffen der beiden Fußballvereine SK Rapid Wien und FK Austria Wien. Bislang gab es 343 Pflichtspiele zwischen den beiden Teams, davon 310 Meisterschaftsspiele (Stand März 2022). Damit ist das Wiener Derby das am zweithäufigsten gespielte Fußballderby Europas nach dem Old Firm zwischen Celtic Glasgow und den Glasgow Rangers. Es ist das häufigst durchgehend (ohne Unterbrechung wegen Abstieg eines Vereins) gespielte Fußballderby Europas.

## Historisches und Hintergründe

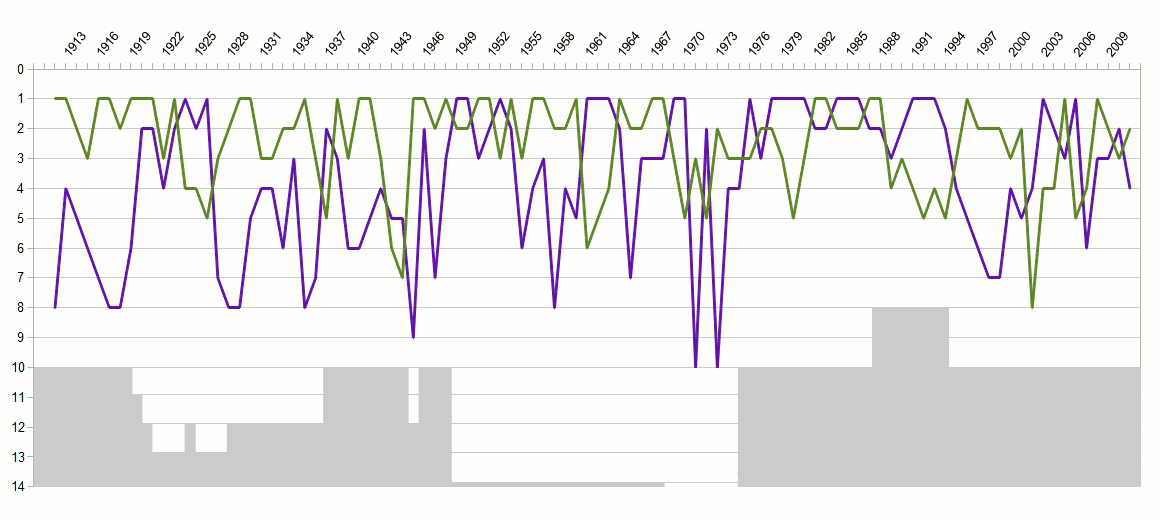
Meisterschaftsplatzierungen von Rapid und Austria, 1912–2012 (Österreich & Gauliga Ostmark)

Die Rivalität zwischen Rapid und Austria gründet gleichermaßen auf dem Kampf um eine lokale Vorherrschaft wie dem Aufeinandertreffen zweier Klassen. Rapid wurde 1897 als erster Arbeiter-Fußballverein Österreichs gegründet, während es sich bei der Austria um einen „bürgerlichen“ Verein handelte, der bei seiner Gründung sogar einen Intelligenzparagraphen hatte. Weiters stammten beide Vereine aus Hietzing – Rapid spielt(e) in Hütteldorf (seit 1938 zu Penzing), die Austria in Ober St. Veit - und hatten überdies jeweils ihre Wurzeln in Rudolfsheim. So hatte dieses, teils sehr hitzig geführte, Duell der beiden Klubs zwar große lokale Bedeutung, jedoch meist noch keinen großen Einfluss auf die Meisterschaft. Diese entschied sich mehr in den Duellen Rapid gegen Admira, die damals auch die höchsten Zuschauerzahlen aufwiesen.
In dieser Zeit, den 1920er und 1930er Jahren, entstand allerdings das Klischee Kampfkraft (in Person von Franz Binder) gegen Technik (in Person von Matthias Sindelar), wenn man vom Aufeinandertreffen von Rapid und Austria sprach. Ein weiterer Gegensatz der beiden Vereine wurde mit dem Anschluss Österreichs an das Deutsche Reich im Jahr 1938 deutlich. Während Rapid den politischen Umbruch relativ unbeschadet überstand, wurden ein Großteil des Vorstandes sowie eine Reihe von Spielern der Austria aus rassistischen Gründen aus Österreich vertrieben. Während die kurzfristig sogar in SC Ostmark umbenannte Austria in der Nazi-Zeit in die Bedeutungslosigkeit gezwungen wurde, konnte Rapid zur selben Zeit in der „Großdeutschen Meisterschaft“ große Erfolge feiern.
Nach dem Zweiten Weltkrieg konnten sich die beiden Vereine, die längst nicht mehr im selben Bezirk spielten, zusehends als führende Vereine der höchsten österreichischen Spielklasse etablieren. Zwischen 1946 und 1964 gingen nur vier österreichische Meistertitel nicht an Rapid oder Austria. Auch die elf Meisterschaftssaisonen von 1977/78 bis 1987/88 machten die beiden Rivalen unter sich aus. Dies führte dazu, dass sich im Wiener Derby oft auch die österreichische Meisterschaft entschied. In den vergangenen Jahrzehnten verschwammen die früheren ideellen Unterschiede zwischen den beiden Klubs. Schon lange kann von einem „Klassenunterschied“ zwischen den Anhängergruppen, wie er in den 1930er Jahren beschworen wurde, keine Rede mehr sein. Sehr wohl hat sich jedoch die Tradition erhalten, dass Rapid tendenziell mehr Zuschauer mobilisieren kann als die Austria, deren Anhänger als „überkritisch“ gegenüber dem eigenen Verein gelten.

## Zuschauerinteresse

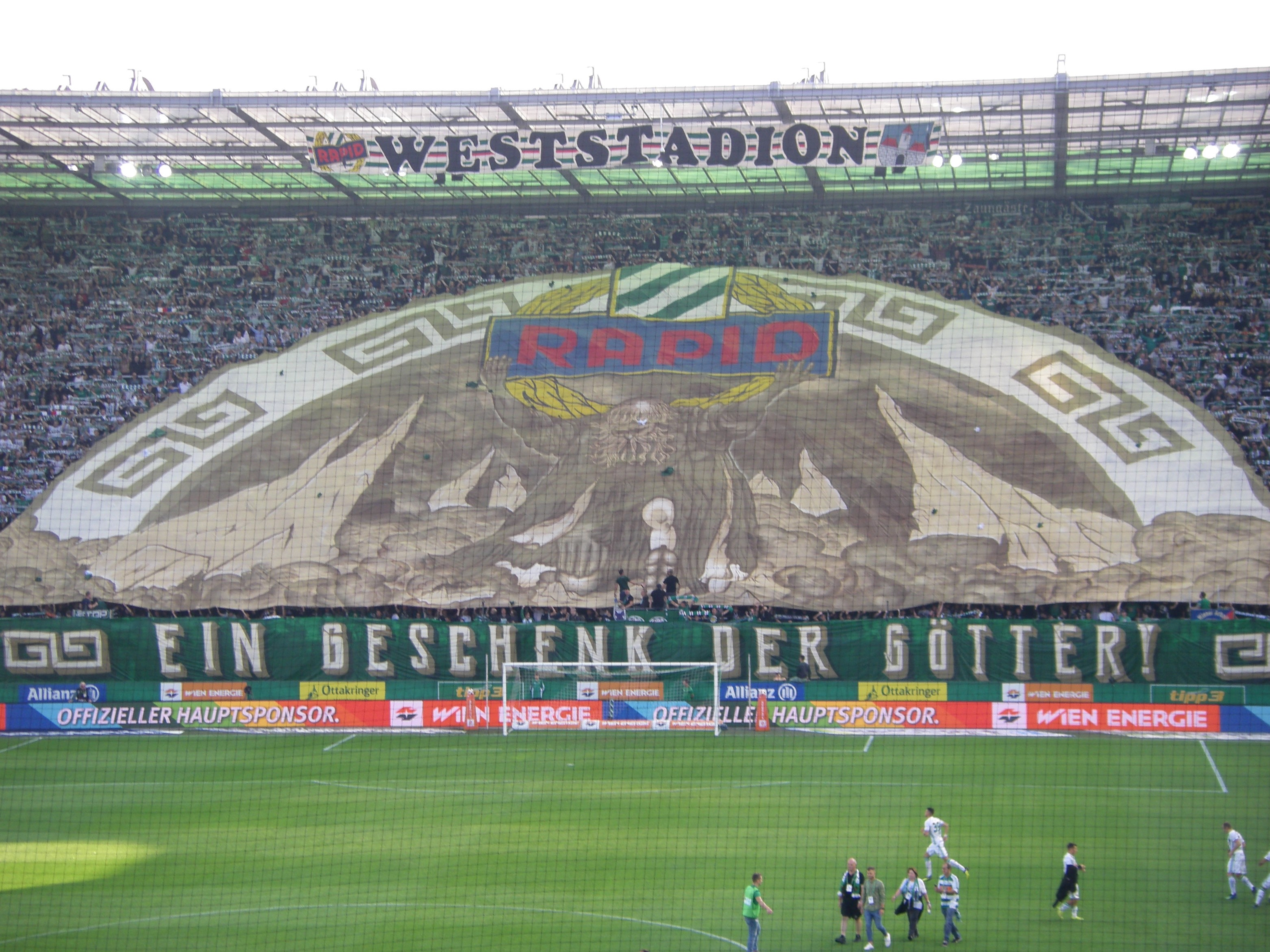
Rapid-Fankurve beim 327. Wiener Derby

Das Zuschauerinteresse am Wiener Derby übersteigt seit den 50er Jahren bei weitem andere Paarungen in der österreichischen Bundesliga. Dies zeigte sich unter anderem eindrucksvoll in der Saison 1953/54, als 60.000 bzw. 50.000 das Wiener Derby verfolgten, Rapid bei seinem drittmeistbesuchten Spiel gegen die Vienna aber „nur“ noch 22.000 Besucher verzeichnete. In den 80er und 90er Jahren waren den beiden Wiener Kontrahenten mit dem FC Tirol, Austria Salzburg und schließlich SK Sturm Graz drei neue Rivalen erwachsen, die nacheinander die Liga dominierten und zum Teil auch international glänzten. Das führte dazu, dass das Interesse an den Wiener Derbys etwas abflaute. Nach dem Einstieg des Großinvestors Frank Stronach bei der Wiener Austria im Jahr 1999 (Meistertitel 2002/03) sowie Rapids überraschendem Meistertitel 2004/05 wurden ausverkaufte Stadien bei den Wiener Derbys im Lauf der 2000er Jahre wieder Normalität. Bei Zuschauerlimits von 17.500 (Hanappi-Stadion) bzw. 13.500 (Horr-Stadion, 2011 umbenannt in Generali Arena) sind die Zuschauerzahlen jedoch nicht mehr mit den 50er Jahren vergleichbar. Unter besonderen Voraussetzungen weichen die Vereine gerne ins größere Ernst-Happel-Stadion aus, wo dann zuweilen beeindruckende Kulissen die Spiele verfolgen. Am Saisonende 2004/05 erlebte das Happel-Stadion sogar zwei Derbys innerhalb kurzer Zeit – zuerst das Liga-Derby am 26. Mai (1:0 für die Austria) vor 46.000 Zuschauern (ausverkauft), als Rapid bereits als neuer Meister feststand, und eine Woche später das Finale des österreichischen Cups (3:1 für die Austria) vor 28.000 Zuschauern.
Der Neubau des Allianz Stadions (Fertigstellung 2016) als neue Heimstätte Rapids (geplante Zuschauerkapazität 28.000) ist somit sicherlich auch dem seit den 2000er Jahren gestiegenen Publikumsinteresse beim Wiener Derby geschuldet. Das erste Derby im Allianz Stadion fand am 23. Oktober 2016 statt und war ausverkauft. Austria gewann mit 2:0.
Gleichzeitig mit dem gesteigerten Publikumsinteresse der letzten Jahre hat auch die Aggressivität in den Auseinandersetzungen der beiden Fangruppen zugenommen. Im Umfeld der jeweiligen Stadien gibt es vor und nach Derbys oft gewalttätige Zusammenstöße zwischen Hooligans der beiden Vereine. Gemessen an den Hooligan-Ausschreitungen in anderen europäischen Ländern kann man diese Zusammenstöße jedoch als relativ überschaubar einstufen.
Das 342. Wiener Derby am 25. Februar 2024 war aus mehreren Gründen bemerkenswert. Dem SK Rapid gelang zum ersten Mal im neuen Allianz-Stadion mit 3:0 ein Heimsieg nach insgesamt sieben unentschieden ausgegangenen und vier verlorenen Heim-Derbys. In der Euphorie nach dem Brechen des „Heim-Fluchs“ kam es zu öffentlich wahrnehmbaren und mit Videos dokumentierten homophoben Spott-Gesängen von Rapid-Spielern und -Funktionären, die zu empfindlichen Sperren bei den Betroffenen führten. In der Nachfolge der Ereignisse kam es auch zum Versuch der Vereinsführung, die Geschehnisse aufzuarbeiten. Die Strafen mancher Beteiligten wurden später teilweise reduziert.

## Berühmte Spiele

### Premieren
Das erste Spiel zwischen Rapid und Austria, damals noch Amateure, fand am 8. September 1911 auf dem WAC-Platz statt und endete mit 4:1 zugunsten Rapids. Es handelte sich erst um das zweite Meisterschaftsspiel der Violetten überhaupt. Dank ihrer Beziehungen wurden sie als neugegründeter Verein direkt in die seinerzeitige Erste Klasse aufgenommen. Für Rapid stellt dieses Duell zudem das erste Erstligaspiel dar, denn seit ihrem Aufstieg 1903 wurden beide ausgetragenen österreichischen Meisterschaften von 1904 und 1907 eingestellt beziehungsweise als inoffiziell deklariert. Der erste Austriasieg in der Meisterschaft gelang schließlich sechs Jahre nach dem ersten Aufeinandertreffen, am 11. November 1917 mit 1:0. Auf ein erstes Unentschieden musste man zehn Jahre, auf ein 0:0 gar 33 Jahre lang warten.

### Torfestivals
Rapid gelang es in seiner Geschichte zweimal, die Austria mit neun Toren Differenz zu besiegen. Am 2. Juli 1916 gewann man mit 9:0, am 23. August 1942 mit 10:1. Der höchste Austria-Sieg fiel am 11. Oktober 1969 mit 6:0 an die Violetten. Torreichste Spiele sind jedoch das 8:4 zugunsten Austrias in der Saison 1929/30 und das 7:5 zugunsten Rapids am 17. September 1950, das aufgrund seines spannenden Spielverlaufs vielfach als „Jahrhundertderby“ bezeichnet wird. Der höchste Sieg in der Bundesliga gelang am 16. Dezember 2018 der Austria mit 6:1.

### Ausschlüsse
Die hitzigen Duelle der beiden Mannschaften brachten zahlreiche Ausschlüsse mit sich. Auch Austrialegende Matthias Sindelar, der als besonders fairer Sportsmann galt, wurde einmal im Derby ausgeschlossen. Es war der einzige Platzverweis seiner Karriere. Grund war eine „Watschn“ am Rapidler Johann Luef. Aber auch Rapidlegende Franz „Bimbo“ Binder kassierte seinen einzigen Platzverweis in einem Derby. Dieses Spiel musste beim Stand von 5:0 für die Austria sogar abgebrochen werden, da Rapid nur noch fünf Feldspieler zur Verfügung hatte.

### Abbruch
Das 297. Wiener Derby am 22. Mai 2011 im Hanappi-Stadion wurde (beim Stand von 2:0 für die Austria) von Schiedsrichter Thomas Einwaller abgebrochen. Hunderte aufgebrachte Rapid-Anhänger hatten zuvor in der 26. Spielminute das Spielfeld gestürmt. Die Sicherheit aller Beteiligten war danach laut Polizei nicht mehr zu gewährleisten. Rund 500 Polizisten sollen auf dem Spielfeld im Einsatz gewesen sein.

### 30 Jahre Hanappi-Stadion
Am 8. Mai 2007 fand ein Derby im Gerhard-Hanappi-Stadion statt. Das war fast genau dreißig Jahre nach dem ersten Spiel im damaligen Weststadion (10. Mai 1977, ebenfalls ein Derby). Außerdem war es das 500. Meisterschaftsheimspiel des SK Rapid Wien im Hanappi-Stadion. Das Spiel endete 3:0 für Rapid.

## Statistik
Pflichtspiele
| Spiele | Siege für Rapid | Unentschieden | Siege für die Austria | Torverhältnis für Rapid |
| 346    | 140             | 83            | 123                   | 636:546                 |

Meisterschaft
| Spiele | Siege für Rapid | Unentschieden | Siege für die Austria | Torverhältnis für Rapid |
| 313    | 128             | 80            | 105                   | 568:469                 |

Cup
| Spiele | Siege für Rapid | Unentschieden | Siege für die Austria | Torverhältnis für Rapid |
| 32     | 11              | 3             | 18                    | 65:76                   |

Supercup
| Spiele | Siege für Rapid | Unentschieden | Siege für die Austria | Torverhältnis für Rapid |
| 1      | 1               | 0             | 0                     | 3:1                     |

### Ergebnisse aller Derbys (aus der Sicht Rapids)
Meisterschaft
1910/11 – 1919/20
| 1910/11 |     |     |  |  | 1912/13 | 3:0 | 4:1 |  |  | 1914/15* | 4:1 |     |  |  | 1916/17 | 4:1 | 2:1 |  |  | 1918/19 | 1:2 | 2:0 |  |  |
| 1911/12 | 4:1 | 3:0 |  |  | 1913/14 | 4:0 | 2:1 |  |  | 1915/16  | 4:0 | 9:0 |  |  | 1917/18 | 0:1 | 6:1 |  |  | 1919/20 | 1:2 | 3:2 |  |  |

1920/21 – 1929/30
| 1920/21 | 1:0 | 1:1 |  |  | 1922/23 | 3:7 | 0:3 |  |  | 1924/25 | 3:0 | 3:1 |  |  | 1926/27 | 4:1 | 1:2 |  |  | 1928/29 | 2:2 | 3:1 |  |  |
| 1921/22 | 3:2 | 2:1 |  |  | 1923/24 | 3:1 | 2:2 |  |  | 1925/26 | 1:5 | 0:5 |  |  | 1927/28 | 2:1 | 4:2 |  |  | 1929/30 | 4:2 | 4:8 |  |  |

1930/31 – 1939/40
| 1930/31 | 2:4 | 4:3 |  |  | 1932/33 | 0:2 | 2:0 |  |  | 1934/35 | 3:1 | 5:2 |  |  | 1936/37 | 1:1 | 0:5 |  |  | 1938/39 | 5:1 | 0:4 |  |  |
| 1931/32 | 5:3 | 3:2 |  |  | 1933/34 | 0:1 | 3:0 |  |  | 1935/36 | 2:0 | 2:3 |  |  | 1937/38 | 2:1 | 3:0 |  |  | 1939/40 | 9:2 | 4:1 |  |  |

1940/41 – 1949/50
| 1940/41 | 3:0 | 1:0 |  |  | 1942/43 | 10:1 | 2:6 |  |  | 1944/45** | 3:1 |     |  |  | 1946/47 | 3:0 | 2:3 |  |  | 1948/49 | 1:2 | 3:5 |  |  |
| 1941/42 | 2:2 | 4:3 |  |  | 1943/44 | 1:2  | 0:2 |  |  | 1945/46   | 0:0 | 5:1 |  |  | 1947/48 | 7:2 | 2:2 |  |  | 1949/50 | 4:4 | 4:2 |  |  |

1950/51 – 1959/60
| 1950/51 | 7:5 | 3:1 |  |  | 1952/53 | 1:2 | 4:1 |  |  | 1954/55 | 1:2 | 3:3 |  |  | 1956/57 | 4:1 | 3:2 |  |  | 1958/59 | 4:1 | 2:1 |  |  |
| 1951/52 | 3:5 | 3:1 |  |  | 1953/54 | 3:4 | 3:0 |  |  | 1955/56 | 3:1 | 5:3 |  |  | 1957/58 | 4:0 | 1:1 |  |  | 1959/60 | 1:2 | 3:1 |  |  |

1960/61 – 1969/70
| 1960/61 | 2:2 | 1:2 |  |  | 1962/63 | 0:0 | 3:0 |  |  | 1964/65 | 1:0 | 1:3 |  |  | 1966/67 | 1:0 | 4:0 |  |  | 1968/69 | 3:4 | 0:2 |  |  |
| 1961/62 | 1:2 | 0:2 |  |  | 1963/64 | 2:3 | 2:2 |  |  | 1965/66 | 1:0 | 3:2 |  |  | 1967/68 | 3:0 | 1:2 |  |  | 1969/70 | 0:6 | 2:2 |  |  |

1970/71 – 1979/80
| 1970/71 | 1:1 | 4:1 |  |  | 1972/73 | 1:0 | 2:2 |  |  | 1974/75 | 3:1 | 2:0 | 1:3 | 0:1 | 1976/77 | 2:3 | 0:1 | 1:1 | 1:0 | 1978/79 | 3:1 | 1:5 | 1:2 | 1:4 |
| 1971/72 | 0:1 | 1:2 |  |  | 1973/74 | 1:3 | 4:0 |  |  | 1975/76 | 1:1 | 1:1 | 4:1 | 1:4 | 1977/78 | 2:3 | 0:1 | 0:3 | 0:0 | 1979/80 | 0:0 | 0:0 | 1:1 | 2:3 |

1980/81 – 1989/90
| 1980/81 | 2:5 | 1:3 | 5:1 | 0:0 | 1982/83 | 0:0 | 3:0 |  |  | 1984/85 | 2:2 | 0:1 |     |     | 1986/87 | 2:2 | 1:1 | 1:3 | 2:0 | 1988/89 | 0:3 | 0:1 | 0:0 | 1:2 |
| 1981/82 | 1:1 | 1:0 | 0:2 | 3:0 | 1983/84 | 0:0 | 4:1 |  |  | 1985/86 | 0:0 | 1:5 | 2:0 | 3:1 | 1987/88 | 2:1 | 1:2 | 2:4 | 2:4 | 1989/90 | 4:1 | 5:2 | 6:3 | 0:0 |

1990/91 – 1999/2000
| 1990/91 | 2:0 | 3:0 | 1:2 | 1:2 | 1992/93 | 0:0 | 2:1 | 1:5 | 0:4 | 1994/95 | 1:1 | 3:1 | 1:1 | 1:3 | 1996/97 | 1:1 | 2:0 | 3:0 | 0:0 | 1998/99 | 1:0 | 3:1 | 1:1 | 0:0 |
| 1991/92 | 1:1 | 1:5 | 1:0 | 1:2 | 1993/94 | 0:3 | 1:2 | 1:1 | 0:2 | 1995/96 | 1:0 | 1:4 | 0:1 | 2:0 | 1997/98 | 3:0 | 2:0 | 1:1 | 0:0 | 1999/00 | 3:0 | 2:0 | 1:0 | 0:3 |

2000/01 – 2009/10
| 2000/01 | 1:1 | 2:3 | 0:2 | 2:0 | 2002/03 | 1:1 | 1:2 | 1:1 | 0:0 | 2004/05 | 1:1 | 1:1 | 0:1 | 0:1 | 2006/07 | 0:0 | 1:1 | 1:2 | 3:0 | 2008/09 | 3:0 | 0:2 | 2:2 | 3:2 |
| 2001/02 | 1:2 | 1:1 | 1:1 | 1:1 | 2003/04 | 2:2 | 0:2 | 1:1 | 1:2 | 2005/06 | 3:1 | 2:0 | 0:3 | 1:3 | 2007/08 | 0:0 | 2:2 | 0:0 | 2:0 | 2009/10 | 1:1 | 4:1 | 2:0 | 0:1 |

2010/11 – 2019/20
| 2010/11 | 0:1 | 1:0 | 1:0 | 0:3*** | 2012/13 | 0:3 | 0:2 | 1:2 | 2:2 | 2014/15 | 2:2 | 2:3 | 1:2 | 4:1 | 2016/17 | 4:1 | 0:2 | 1:1 | 0:2 | 2018/19 | 0:1 | 1:6 |  |  |
| 2011/12 | 0:3 | 1:1 | 0:0 | 0:0    | 2013/14 | 0:0 | 1:0 | 3:1 | 1:0 | 2015/16 | 5:2 | 1:2 | 3:0 | 1:0 | 2017/18 | 2:2 | 1:0 | 1:1 | 4:0 | 2019/20 | 3:1 | 2:2 |  |  |

2020/21 – 2024/25
| 2020/21 | 1:1 | 0:0 |     |     | 2022/23 | 1:2 | 0:2 | 3:3 | 1:3 | 2024/25 | 2:1 | 1:2 | 2:0 | 2:1 |
| 2021/22 | 1:1 | 1:1 | 1:1 | 1:1 | 2023/24 | 0:0 | 3:0 |     |     |         |     |     |     |     |

* Meisterschaft in nur einem Durchgang ausgetragen

** Keine Angaben zu dieser Saison, wurde nie gerechnet

*** Wegen Platzsturms der Rapidfans beim Stand von 0:2 abgebrochen und später strafverifiziert
ÖFB-Cup
| 1919/20 | Finale         | 5:2       | 1966/67 | Semifinale          | 0:1                 |
| 1920/21 | 1. Runde       | 3:3 n. V. | 1967/68 | Viertelfinale       | 4:3 n. V.           |
| 1920/21 | 1. Runde/Wh.   | 1:2       | 1968/69 | Semifinale          | 1:0                 |
| 1926/27 | Finale         | 3:0       | 1970/71 | Finale              | 1:2 n. V.           |
| 1930/31 | 7. Spiel*      | 0:1       | 1971/72 | Semifinale          | 6:2                 |
| 1932/33 | Achtelfinale   | 4:6       | 1973/74 | Semifinale/1. Spiel | 2:6                 |
| 1946/47 | Viertelfinale  | 2:3       | 1973/74 | Semifinale/2. Spiel | 1:4                 |
|         |                |           | 1981/82 | Achtelfinale        | 1:2                 |
|         |                |           | 1983/84 | Finale/1. Spiel     | 1:3**               |
|         |                |           | 1983/84 | Finale/2. Spiel     | 2:0**               |
| 1958/59 | Viertelfinale  | 2:1       | 1984/85 | Finale              | 3:3 n. V. 6:5 i. E. |
| 1959/60 | Finale         | 2:4       | 1985/86 | Finale              | 4:6 n. V.           |
| 1962/63 | Viertelfinale  | 0:1       | 1989/90 | Finale              | 1:3 n. V.           |
| 1963/64 | Semifinale     | 3:3 n. V. | 1997/98 | Achtelfinale        | 1:0                 |
| 1963/64 | Semifinale/Wh. | 1:2       | 2004/05 | Finale              | 1:3                 |
| 1965/66 | Semifinale     | 3:0       | 2017/18 | Achtelfinale        | 2:1                 |

Wh. = Wiederholungsspiel

n. V. = nach Verlängerung

i. E. = im Elfmeterschießen

* Der Cup wurde in dieser Saison im Meisterschaftsmodus ausgetragen

** Rapid durch Auswärtstorregel Cupsieger
Wiener Cup
| 1947/48 | Halbfinale   | 2:5       |                  |     |
| 1948/49 | Achtelfinale | 1:1 n. V. | Achtelfinale/Wh. | 2:3 |

Supercup
| 1986 | 3:1 |

### Serien
- Längste Derbyserie von Rapid ohne Niederlage: 25. Mai 1996 bis 9. Mai 2000: 17 Spiele (11 Siege, 6 Unentschieden; 39 Punkte (durchschnittlich 2,29 Punkte/Spiel); Torverhältnis 26:4)
- Längste Derbyserie von Austria ohne Niederlage: 12. August 2001 bis 6. August 2005: 17 Spiele (7 Siege, 10 Unentschieden; 31 Punkte (durchschnittlich 1,82 Punkte/Spiel); Torverhältnis 23:13)

## Trivia
Am 24. August 2014 schoss der damalige Austrianer Alexander Gorgon in der Generali-Arena  nach 17 Sekunden das schnellste Wiener Derby-Tor. Das Match endete 2:2.